# Everything Hits at Once: The Best of Spoon
Everything Hits at Once: The Best of Spoon é um álbum de compilação dos grandes sucessos da banda de rock americana Spoon. Foi lançado em 26 de julho de 2019, pela Matador Records. A compilação foi anunciada em 19 de junho de 2019, coincidindo com o lançamento do novo single "No Bullets Spent".
O álbum foi concebido e compilado pelo vocalista do Spoon, Britt Daniel, que escolheu a lista de faixas para atuar como uma introdução da banda para novos ouvintes. Outras faixas, como "My Mathematical Mind" de Gimme Fiction e seleções de A Series of Sneaks, foram consideradas por Daniel, mas foram cortadas devido a restrições de tempo. Embora as compilações de grandes sucessos fossem incomuns no final dos anos 2010, Daniel escolheu criar Everything Hits at Once com base em seu apreço por tais compilações, em particular Standing on a Beach de The Cure e Substance 1987 de New Order, que o apresentou a esses artistas na sua juventude.
Uma compilação complementar, All the Weird Kids Up Front, foi lançada em agosto de 2020 e apresentava uma lista de faixas selecionadas pelos fãs da banda.

## Lista de músicas
| N.º            | Título                    | Produtores                         | Duração |  |
| 1.             | "Hot Thoughts"            | Britt Daniel Jim Eno Mike McCarthy | 3:13    |  |
| 2.             | "Do You"                  | Joe Chiccarelli Spoon              | 3:33    |  |
| 3.             | "Don't You Evah"          | Daniel Eno McCarthy                | 3:33    |  |
| 4.             | "Inside Out"              | Dave Fridmann Spoon                | 5:03    |  |
| 5.             | "The Way We Get By"       | Daniel Eno McCarthy                | 2:39    |  |
| 6.             | "The Underdog"            | Jon Brion Spoon                    | 3:39    |  |
| 7.             | "Hot Thoughts"            | Fridmann Spoon                     | 3:40    |  |
| 8.             | "I Summon You"            | Daniel Eno McCarthy                | 3:37    |  |
| 9.             | "Rent I Pay"              | Fridmann Spoon                     | 3:09    |  |
| 10.            | "You Got Yr Cherry Bomb"  | Daniel Eno McCarthy                | 2:50    |  |
| 11.            | "Got Nuffin"              | Daniel Eno                         | 3:42    |  |
| 12.            | "Everything Hits at Once" | Daniel Eno McCarthy                | 3:21    |  |
| 13.            | "No Bullets Spent"        | Mark Rankin Spoon                  | 3:40    |  |
| Duração total: | Duração total:            | Duração total:                     | 45:39   |  |

## Recepção
| Críticas profissionais | Críticas profissionais |
| Pontuações agregadas   | Pontuações agregadas   |
| Fonte                  | Avaliação              |
| ---------------------- | ---------------------- |
| Metacritic             | 84/100                 |
| Avaliações da crítica  |                        |
| Fonte                  | Avaliação              |
| Allmusic               | [ 4 ]                  |
| The Austin Chronicle   | [ 5 ]                  |
| Exclaim!               | 8/10                   |
| The Independent        | [ 7 ]                  |
| PopMatters             | 8/10                   |
| Rolling Stone          | [ 9 ]                  |

Everything Hits at Once: The Best of Spoon recebeu críticas positivas em geral. No agregador de críticas Metacritic, que atribui uma pontuação normalizada de 100, o álbum atingiu uma pontuação de 84, indicando aclamação universal.

## Integrantes
- Britt Daniel – guitarra, baixo, teclado, percussão
- Jim Eno - bateria, percussão
- Rob Pope – baixo, guitarra, teclados
- Alex Fischel – teclados, guitarra
- Joshua Zarbo – baixo
- Eric Harvey – piano, teclados, guitarra
- Gerardo Larios – baixo, percussão.

## Paradas musicais
| Parada (2019)                           | Posição de pico |
| --------------------------------------- | --------------- |
| Escócia (Scottish Albums)               | 86              |
| Estados Unidos (Top Independent Albums) | 15              |
| Estados Unidos (Top Vinyl Albums)       | 13              |